# Lost Springs (Kansas)
Lost Springs – miasto w Stanach Zjednoczonych, w stanie Kansas, w hrabstwie Marion.